# Oudenaarde
Oudenaarde (en francés: Audenarde) es una ciudad en la provincia belga de Flandes Oriental. La ciudad se encuentra a 30 km al sur de Gante y tiene aproximadamente 31.000 habitantes, que reciben el nombre de Oudenaardenaren u Oudenaardisten. 
La ciudad fue una vez conocida en toda Europa por su producción de tapices, una industria que experimentó su apogeo en el siglo XVI, pero que continuó hasta el siglo XVIII. Hoy en día, la ciudad a veces se llama la perla de las Ardenas flamencas.

## Historia

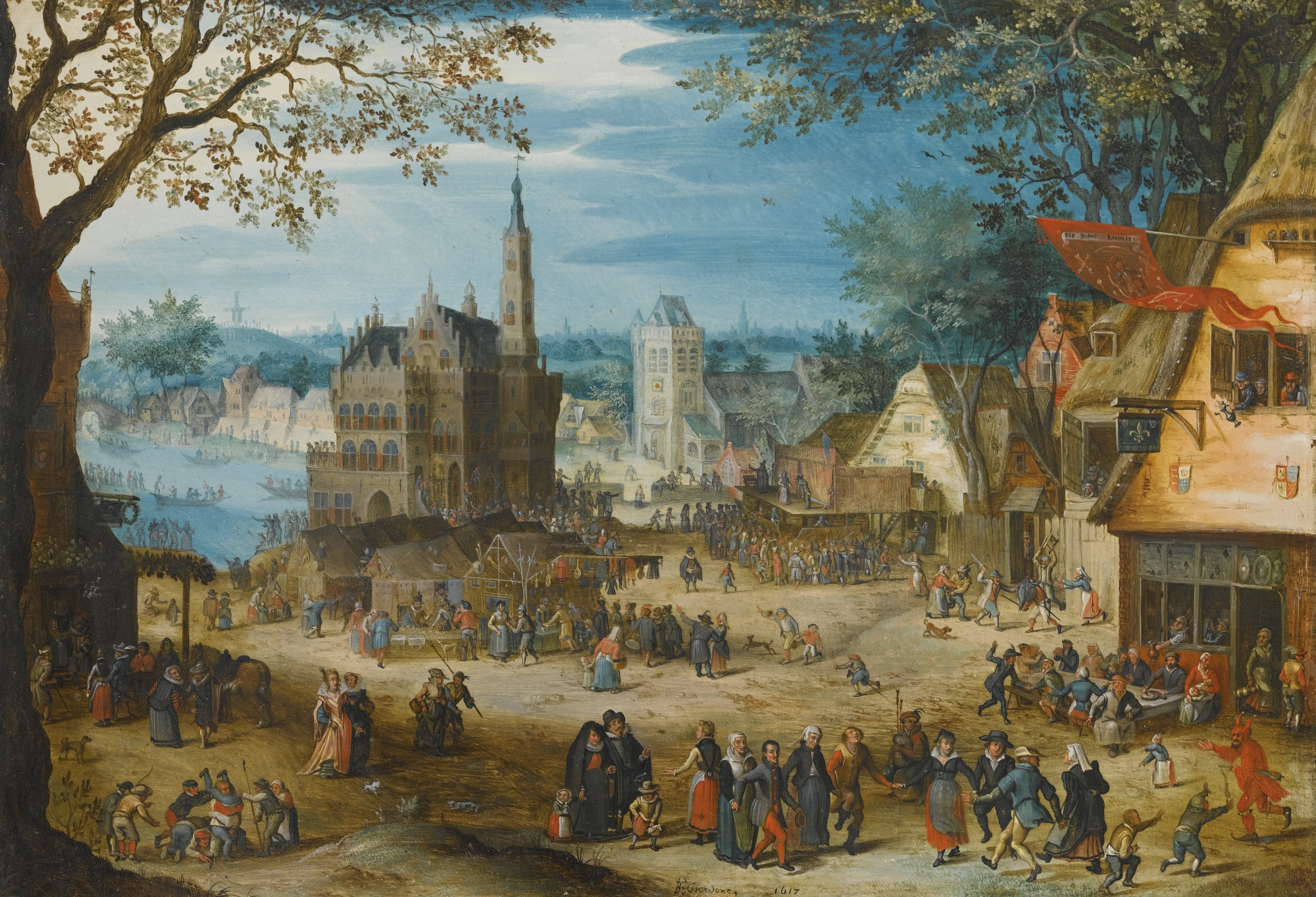
Feria de Oudenaarde (1617).

### Edad Media
Oudenaarde se fundó en la orilla izquierda del Escalda, que durante mucho tiempo formó la frontera entre Francia y el Sacro Imperio Romano Germánico. En el año 1030, el conde Balduino IV de Flandes mandó construir allí un castillo. La torre de Oudenaarde (turris Aldenardensis) iba a servir como contraparte del asentamiento que el emperador alemán había construido al otro lado del río en Ename. En el siglo XIII, el torreón fue reemplazado por un castillo más grande.
El conde Felipe de Alsacia otorgó a la ciudad un certificado de ciudad en 1150. Poco a poco surgieron dos fortalezas urbanas; Oudenaarde a la izquierda y Pamele a la orilla derecha del Scheldt. Solo en 1558 se fusionaron ambos centros urbanos. Oudenaarde perdió sus fortificaciones después de la batalla de Bouvines en 1214 y fue tomada por Gante en 1383.
La ciudad también ha pasado a la historia como el lugar de nacimiento de Margarita de Parma. El emperador Carlos V engendró un hijo en Oudenaarde de la hija tejedora Johanna van der Gheynst. Su hijo gobernaría como gobernador de los Países Bajos desde 1559 hasta 1567.

### Edad Moderna
En 1555, el emperador Carlos dimitió como señor de los Países Bajos. Fue sucedido por su hijo Felipe II. Bajo su régimen, la industria de tapices casi se paralizó. En ese momento, esta era la principal fuente de ingresos para la ciudad y, como resultado, en 1556 había más de ocho mil desempleados. Con la llegada del duque de Alba, muchos habitantes protestantes emigraron al norte de los Países Bajos. La ciudad fue ocupada por los rebeldes neerlandeses en 1577 hasta que Alejandro Farnesio tomó la ciudad el 5 de julio de 1582, tras un asedio iniciado el 19 de abril, incluyéndola en los Países Bajos Españoles. 
En 1658 y 1667 los franceses la invadieron. Luego, en 1668, se concluyó la paz de Aquisgrán. Por tanto, la ciudad fue asignada a Francia. En el otoño de 1674, fue atacada en vano por el ejército español durante tres días, devuelta a España por los Tratados de Nimega. En la primavera de 1684, los franceses bombardearon nuevamente la ciudad, gran parte de la villa quedó reducida a escombros y Oudenaarde necesitaría años para superar este golpe. El Tratado de Rijswijk, supuso su devolución a los españoles.
El 11 de julio de 1708, Oudenaarde y sus alrededores fueron el escenario de una importante batalla en la guerra de Sucesión española. Durante ella, los ingleses y los holandeses derrotaron al ejército francés. Los ingleses fueron dirigidos en esta batalla por el duque de Marlborough, quien también dirigió las tropas del príncipe Eugenio de Saboya y el mariscal Hendrik de Nassau-Ouwerkerk. Los franceses estaban dirigidos por Luis, duque de Borgoña. En 1714 se integró en los Países Bajos Austríacos.
El 11 de mayo de 1745, los franceses invadieron Oudenaarde nuevamente durante la batalla de Fontenoy. Los austriacos, ingleses y holandeses sufrieron entonces una derrota contra los franceses, liderados por Mauricio de Sajonia.

### Edad Contemporánea
Durante la Primera Guerra Mundial, la Iglesia de Santa Walburga, entre otras cosas, sufrió graves daños durante la batalla del Escalda el 1 de noviembre de 1918. Además, las iglesias de Bevere, Eine y Heurne también fueron destruidas en esta batalla. Después de que los Aliados se reagruparan en noviembre de 1918, Oudenaarde fue atacado por los alemanes con gases venenosos. Causaron muchas bajas civiles.
Durante la Segunda Guerra Mundial, Oudenaarde fue atacado nuevamente. El daño fue limitado en ese momento. Sin embargo, fue necesario hasta 1949 para que ese daño se reparara por completo.
Hasta el siglo XIX, la ciudad estuvo rodeada por murallas. En el siglo XX se desmembró el centro de la ciudad. Algunas casas antiguas a dos aguas fueron demolidas en la plaza del pueblo. Esto creó el amplio pasaje al mercado. No fue hasta 2006 que la 'brecha en el mercado' se cerró nuevamente.
En el pasado, una rama lateral del Scheldt serpenteaba por el centro de la ciudad. Sin embargo, fue en gran parte silenciado en la década de 1950. Todavía se pueden ver restos de él detrás de la biblioteca de la ciudad y en el parque de la ciudad.

## Escudo de Armas
El escudo de armas de Oudenaarde muestra una imagen de gafas. Según una leyenda del siglo XVI, el emperador Carlos V habría ordenado que se colocaran esta imagen allí, porque el alcaide de la ciudad no había visto venir al emperador. El alcaide, que pasaría a la historia como Hanske de Krijger, pero que según Charles De Coster era Thyl Ulenspiegel, se habría quedado dormido porque había bebido demasiado.
En realidad, el emblema del escudo de armas no es un par de gafas, sino una letra A estilizada de Audenaerde.

## Núcleos
Además de la propia ciudad de Oudenaarde, también pertenecen los distritos; Bevere, Edelare, Eine, Ename, Heurne, Leupegem, Mater, Melden, Mullem, Nederename, Volkegem y Welden hasta el municipio fusionado de Oudenaarde. Además, la parte rural del antiguo municipio de Ooike es ahora parte de la ciudad. El centro del pueblo de Ooike se ha agregado al municipio de Wortegem-Petegem. Eine, Bevere, Ename, Nederename, Edelare, Leupegem y Volkegem ya se fusionaron con Oudenaarde en la fusión de 1964. Le siguieron Heurne, Mater, Melden y Welden en 1971. Finalmente, en 1977, Mullem y parte de Ooike también se fusionaron con la ciudad.

## Lugares de interés
Oudenaarde es principalmente famosa por su ayuntamiento, que se conoce como un ejemplo del gótico tardío de Brabante. El ayuntamiento y el pabellón contiguo fueron construidos entre 1525 y 1536 por el maestro de obras de Bruselas Hendrik van Pede. La piedra de Balegem sirvió como piedra de construcción, pero en una restauración reciente las esculturas de las torres han sido reemplazadas por réplicas en una piedra en el norte de Francia, que sería más resistente a la contaminación atmosférica de la lluvia ácida. En la torre del ayuntamiento hay una estatua de bronce del héroe popular local Hanske de Krijger. El edificio ahora alberga un museo, donde se exhiben tapices y cubiertos.
La iglesia gótica de St. Walburga fue reconstruida alrededor del año 1150 después de que una iglesia anterior fuera parcialmente destruida en un incendio en 1126. Hoy en día solo el coro en gótico Scheldt, que se salvó del desastre, todavía recuerda a la iglesia original. Alrededor de 1620, el maestro Simon de Pape construyó una construcción de techo barroco en la aguja gótica. El deambulatorio se hizo con piedra arenisca de Tournai, mientras que la piedra de Balegem también se utilizó para las partes más recientes. La iglesia es rica en esculturas, pinturas y verdor.
La biblioteca de la ciudad se encuentra frente a Sint-Walburgakerk. Este edificio clásico data del siglo XVIII y a veces se lo conoce como el 'Vleeshuis', porque el gremio de carniceros de Oudenaarde solía residir allí. El Vleeshuis fue construido para reemplazar un antiguo mercado de carne cubierto del siglo XIV.
Más adelante, en la margen derecha del Escalda, se encuentra la Iglesia de Nuestra Señora de Pamele, construida entre 1234 y 1300 por Arnulf van Binche. El edificio es un ejemplo típico del gótico Scheldt; ejemplares son las ventanas y el deambulatorio todavía muy románicos, mientras que la columnata sobre la nave ya muestra claros rasgos góticos. Las torres de las esquinas de esta iglesia del siglo XIII también son muy artísticas.
La ciudad tiene ocho puentes sobre el Escalda (incluidos dos puentes ferroviarios y uno para peatones y ciclistas). El más notable de ellos es el puente de Ohiobrug entre Eine y Nederename. Fue encargado por el estado estadounidense de Ohio para compensar el puente original, que fue destruido durante la Primera Guerra Mundial. Dos bisontes tallados se colocan a cada lado de la estructura. Además, una columna en memoria de los soldados de infantería estadounidenses caídos en el centro de la ciudad también se recuerda la Primera Guerra Mundial. El monumento de Tacámbaro fue erigido en memoria de los combatientes de Oudenaarde que murieron durante la intervención francesa en México.
Otras atracciones incluyen la Torre Balduino y la casa de Margarita de Parma, el beaterio medieval de Oudenaarde, la abadía de Maagdendale, el Bisschopskwartier, el Hospital de Nuestra Señora, los Huis de Lalaing, el castillo neoclásico Liedts y la estación de tren de estilo Belle-époque.
En la aldea de Kerselare hay un lugar de peregrinación con la Capilla de Nuestra Señora de Kerselare. 

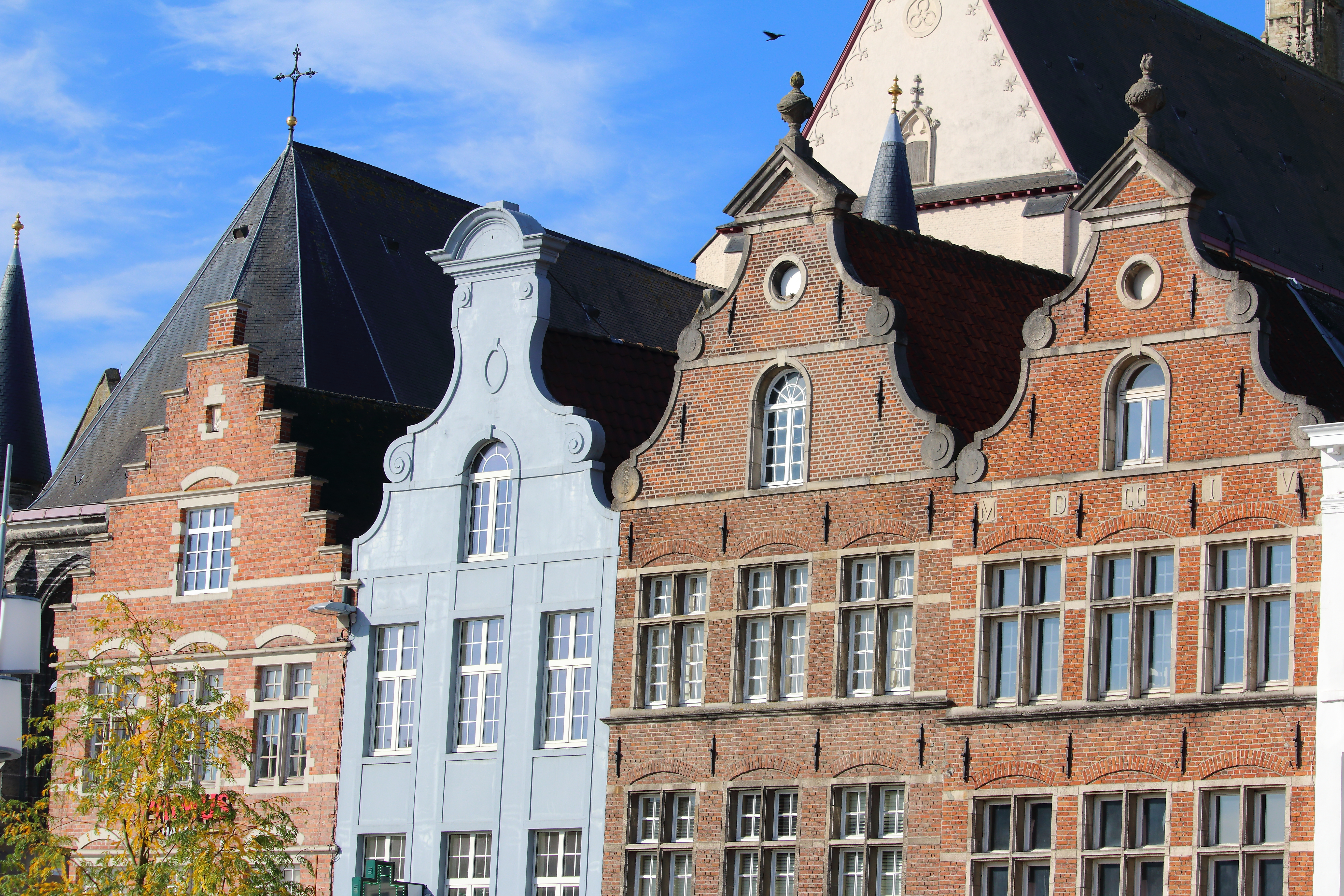
Mercado de Oudenaarde

### Museos
- El Museo del Tour de Flandes

- Museo Mou en el ayuntamiento con tapices y colección de plata

- El espacio expositivo para artistas locales en la antigua estación de tren

- El museo arqueológico provincial de Ename

- Ruinas de la abadía de San Salvador de Ename

- Los archivos de la ciudad en Maagdendale Abbey

- Casa de Lalaing

## Geografía

### Secciones del municipio
El municipio comprende los antiguos municipios, que se fusionaron en 1977:
| - Oudenaarde - Bevere - Edelare - Eine - Ename - Heurne - Leupegem - Mater - Melden - Mullem - Nederename - Volkegem - Welden |

## Demografía

### Evolución
El gráfico refleja la evolución demográfica del municipio, incluyendo la población total de los municipios fusionados el 1 de enero de 1977.
| Gráfica de evolución demográfica de Oudenaarde entre 1846 y 2020 |
|                                                                  |

## Lugares de interés arqueológico
En el distrito de Ename, los arqueólogos han descubierto los cimientos de un castillo del siglo XI, un asentamiento comercial y una abadía benedictina. En la Edad Media, el Escalda era la frontera entre Francia y el Sacro Imperio Romano Germánico, y el emperador Otón III había establecido un asentamiento en Ename como bastión contra el Imperio francés. En 1504 el asentamiento fue destruido e incorporado a Flandes. Luego se construyó un monasterio en la ciudad vieja de Ename. También durante la restauración de la cercana Iglesia de San Lorenzo, ya se han realizado hallazgos sensacionales, como una logia personal del emperador alemán.

### Herencia Mundial
Hay más de un centenar de monumentos catalogados en Oudenaarde. Uno de ellos está en la Lista del Patrimonio Mundial de la UNESCO, a saber, el ayuntamiento como uno de los campanarios de Bélgica y Francia. El Begijnhof no figura como uno de los beguinajes flamencos.

### Carrillón
El primer campanario con un carillón convertible manualmente (de 1510) se ubicó en el ayuntamiento de Oudenaarde. El carillón actual está ubicado en la torre de la Iglesia de St. Walburga.

### Lugares de peregrinaje
El lugar de peregrinación de Kerselare en honor a Nuestra Señora se encuentra en el submunicipio de Edelare en Oudenaarde. La parroquia de Pamele ha gestionado tradicionalmente este lugar de peregrinación. Desde 1953, anualmente se celebra una exhibición de automóviles en el Día de la Ascensión y hay una feria donde se vende merlán seco y los dulces locales (delicias).

### Espacios naturales
Oudenaarde tiene cinco reservas naturales gestionadas por Natuurpunt.
- El bosque de Ename es el más grande de los cuatro. Se encuentra en los distritos de Ename, Mater y Volkegem. Hay dos rutas de senderismo señalizadas. el Mariette Tielemanspad (5,5 km) y el Camino Natural del Gas Natural (6,2 km).

- En el límite de los submunicipios de Oudenaard de Heurne con Eine encontramos el Heurnemeersen. Esta zona se puede ver fácilmente desde el camino de sirga. También hay algunas rutas de senderismo a lo largo del interior de algunos meandros.

- En el límite con Wortegem-Petegem, encontramos el Langemeersen. Esta zona solo es accesible con un guía, pero se puede ver desde el dique a lo largo del Scheldt, el carril bici a lo largo de la zona industrial De Coupure y desde Meersstraat en Petegem-aan-de-Schelde.

- El valle de Rooigemsebeek se extiende a lo largo del valle de Rooigembeek en el territorio del submunicipio de Oudenaarde de Mullem. La ruta a pie señalizada 'Rooigemsebeek' discurre por la zona (5,5 o 12,3 km). Comienza en la plaza del pueblo de Mullem.

- Los Volkegembos en Volkegem

- El valle de Maarkebeek también se encuentra parcialmente en Oudenaarde.

Además, en Oudenaarde también están:
- Los Koppenbergbos (gestionados por la Agencia para la Naturaleza y los Bosques).

- De Reytmeersen (gestionado por la Agencia para la Naturaleza y los Bosques).

## Cultura

### Cerveza
Oudenaarde es conocida por sus cervezas. Las cervezas y cervecerías locales incluyen Cnudde, Ename, Felix, Liefmans y Roman. Aunque la mayoría de las cervecerías de Oudenaarde ahora han sido tomadas por empresas más grandes, la cerveza todavía se elabora en Oudenaarde.

### Eventos
- Fiestas de la cerveza Adriaen Brouwer (último fin de semana de junio)

- The Aloud, famoso gracioso Fietel en Eine (4.º domingo de septiembre)

- Feast de l'Ename (10 de agosto)

- Día Provincial de la Cría (último viernes de febrero)

- Festival de Sint-Amelberga en Mater (10 de julio)

- Carrera del valle en Mullem (15 de agosto)

### Periódico
Oudenaarde solía tener su propio periódico, la Gazette van Audenaerde. Fue publicado en la propia Oudenaarde, por Van Peteghem-Ronsse. Actualmente cuenta con una sección el diario belga Het Nieuwsblad. 

## Deporte
En Melden, una pequeña localidad perteneciente a Oudenaarde, se encuentra la cota de adoquines Koppenberg, por donde pasa cada año el monumento ciclista Tour de Flandes. Este tramo es uno de los más duros de la carrera y siempre provoca una fuerte selección en el pelotón.
A partir de 2012, la clásica ciclista Tour de Flandes, tiene su meta situada en la localidad. El Koppenbergcross también se lleva a cabo anualmente en Oudenaarde.
El Triatlón de Flandes tiene lugar anualmente en Oudenaarde.
El club de fútbol KSV Oudenaarde juega en la liga nacional.
El club de rugby Rhinos Rugby Oudenaarde fue ascendido a primer nacional en la temporada 2018-2019.

## Tráfico
Oudenaarde se encuentra en el cruce de la N8 entre Kortrijk y Bruselas y la N60 entre Gante y Ronse. La ciudad tiene dos estaciones de tren. La estación principal está ubicada en el territorio del submunicipio de Bevere y también hay una estación más pequeña en el submunicipio de Eine. Además, Oudenaarde se encuentra en el Escalda, que conecta la ciudad con los puertos de Amberes, Gante y Terneuzen.

## Economía
Hay varios polígonos industriales en el territorio de Oudenaarde, donde están ubicadas varias empresas internacionales. Estos son de gran importancia para el empleo en la región. Oudenaarde también tiene varios cientos de pequeñas y medianas empresas. La ciudad es tradicionalmente conocida por su industria textil, como la fábrica textil Saffre Frères. Esa industria continúa hasta el día de hoy.
Hoy en día, el turismo también es una importante fuente de ingresos para Oudenaarde. A la ciudad le gusta confiar en su rico patrimonio cultural y su entorno rural en las Ardenas flamencas. Oudenaarde se jacta de ser la segunda ciudad cultural de la provincia. Oudenaarde tiene los edificios más históricos de Flandes Oriental después de Gante.

## Lugares de interés
- El estilo flamígero (arquitectura gótica) del Ayuntamiento de Oudenaarde y el campanario fueron designados por la Unesco como Patrimonio de la Humanidad en 1999. El Ayuntamiento alberga una colección única de tapices de Oudenaarde.
- La Iglesia de Nuestra Señora comenzó a construirse en 1234 a orillas del río Escalda y la Colegiata de Santa Walburga cerca de la plaza del mercado son dignas de una visita.

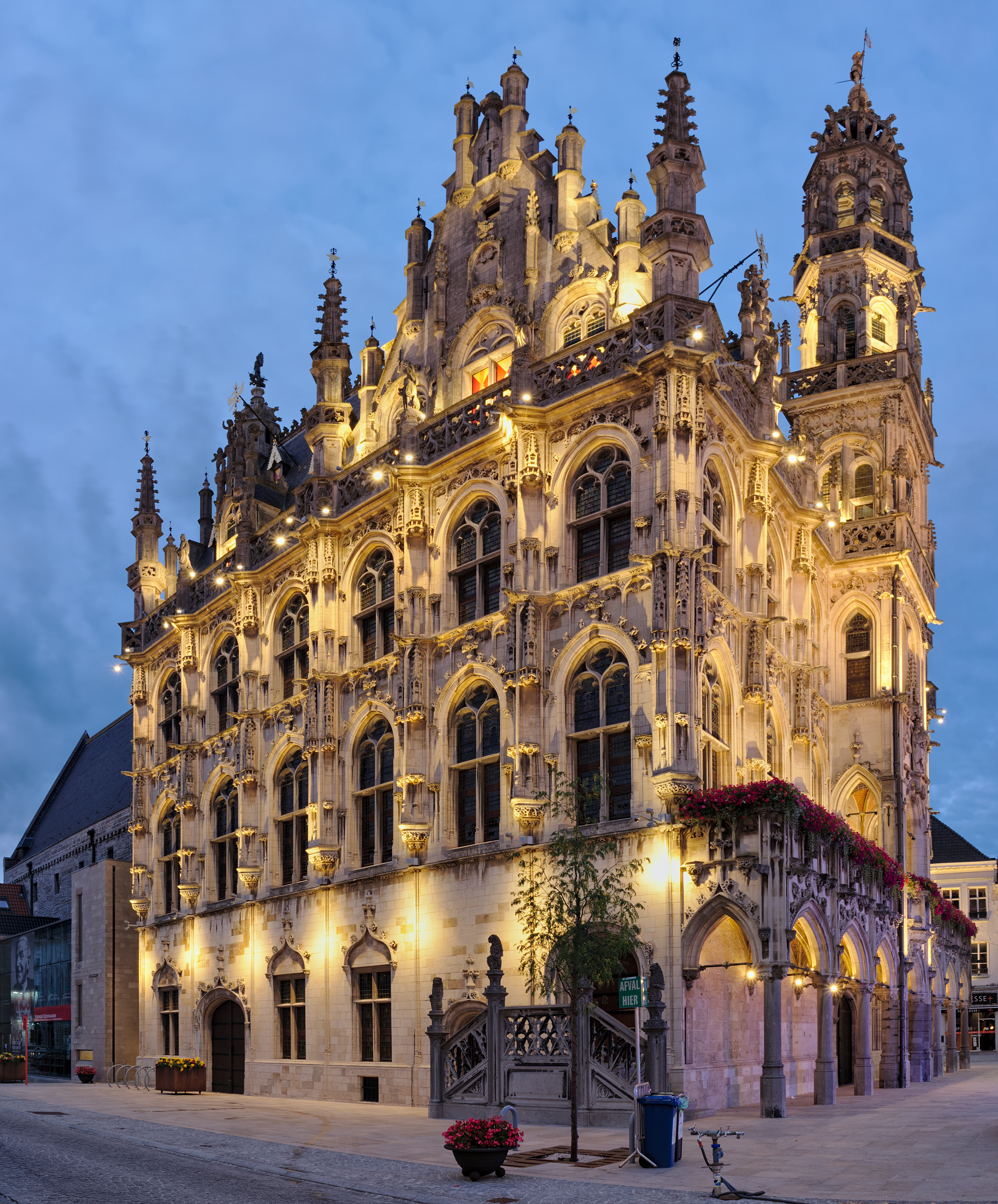
Ayuntamiento
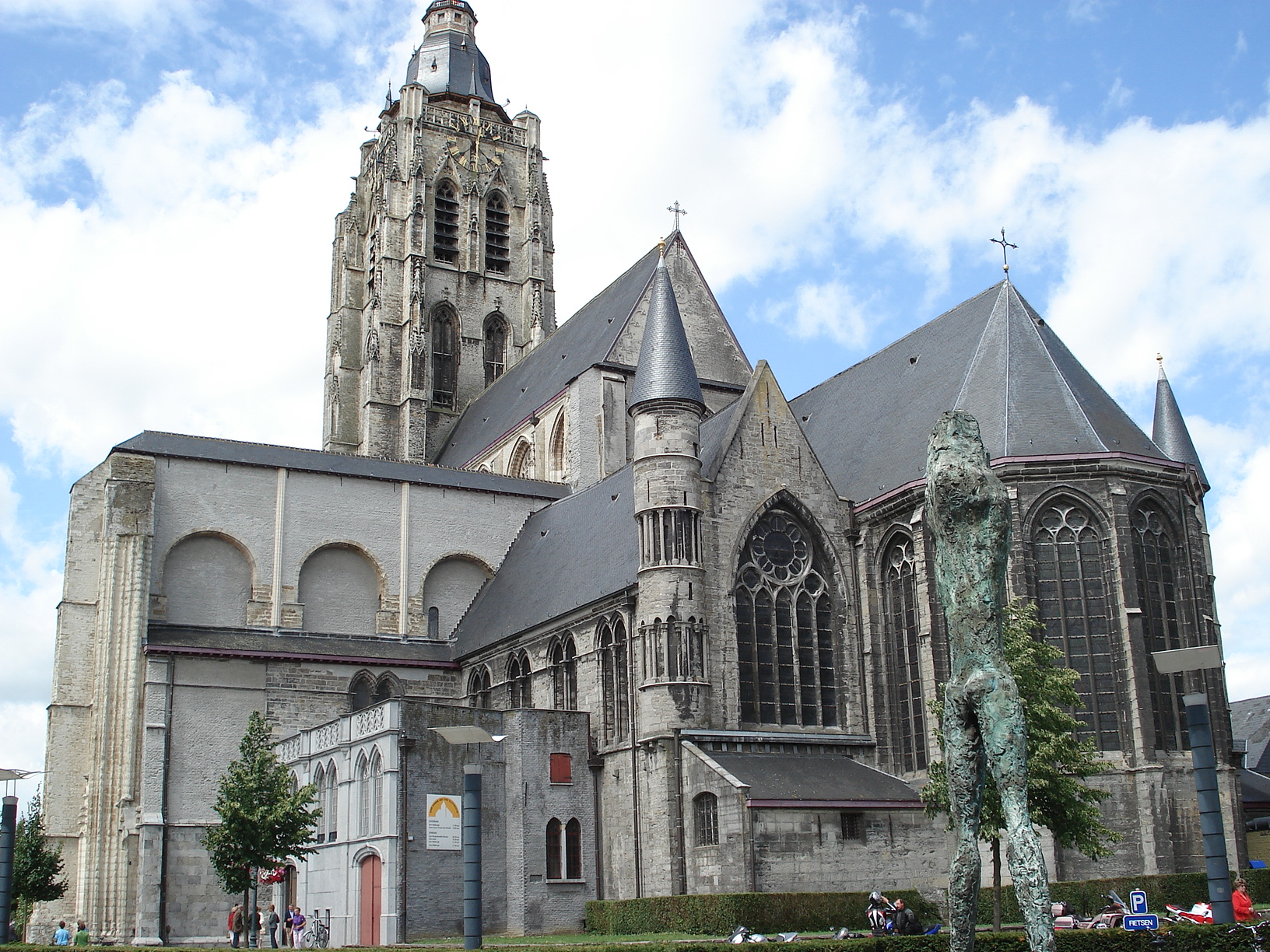
Colegiata de Santa Walburga
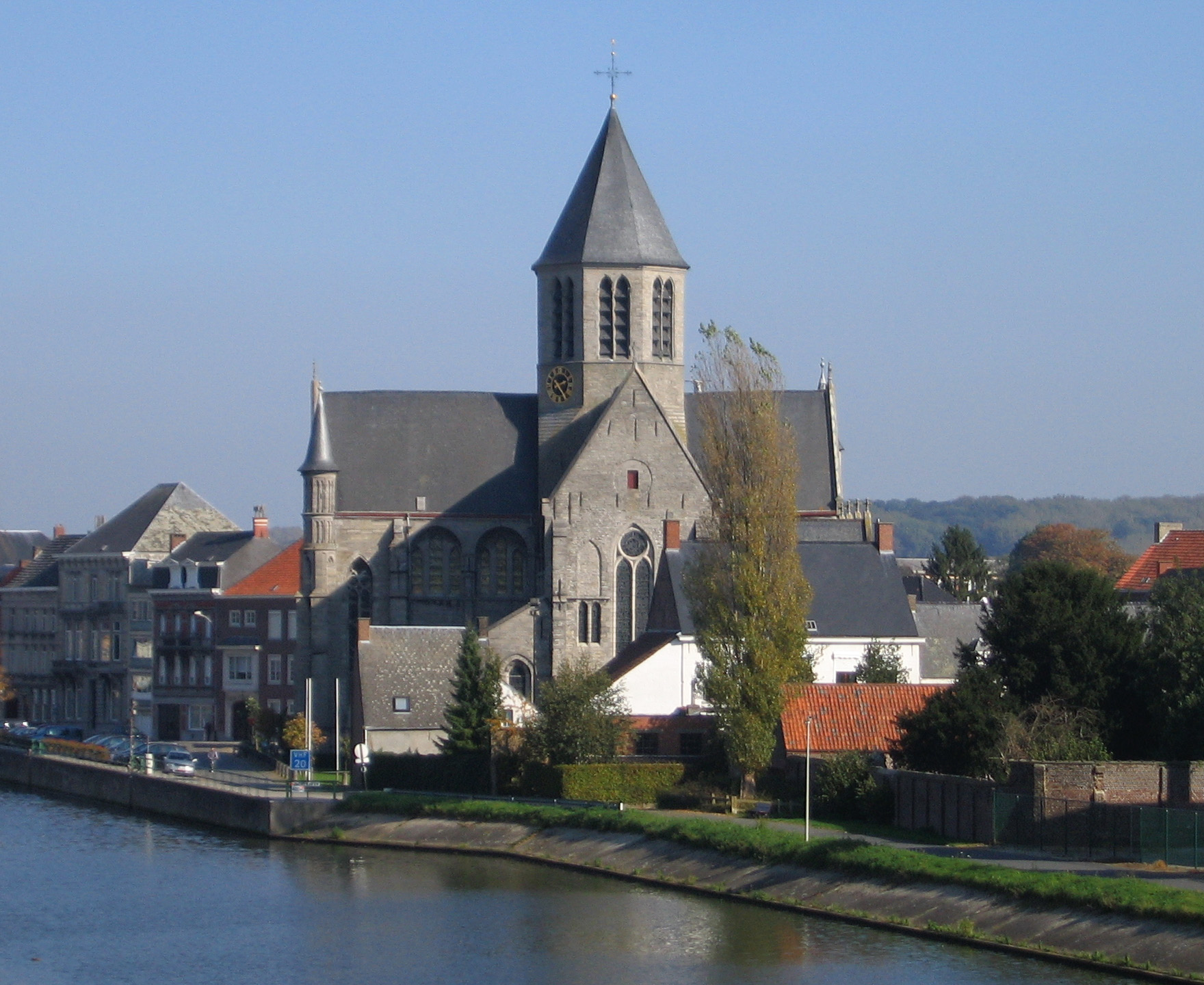
Iglesia de Nuestra Señora
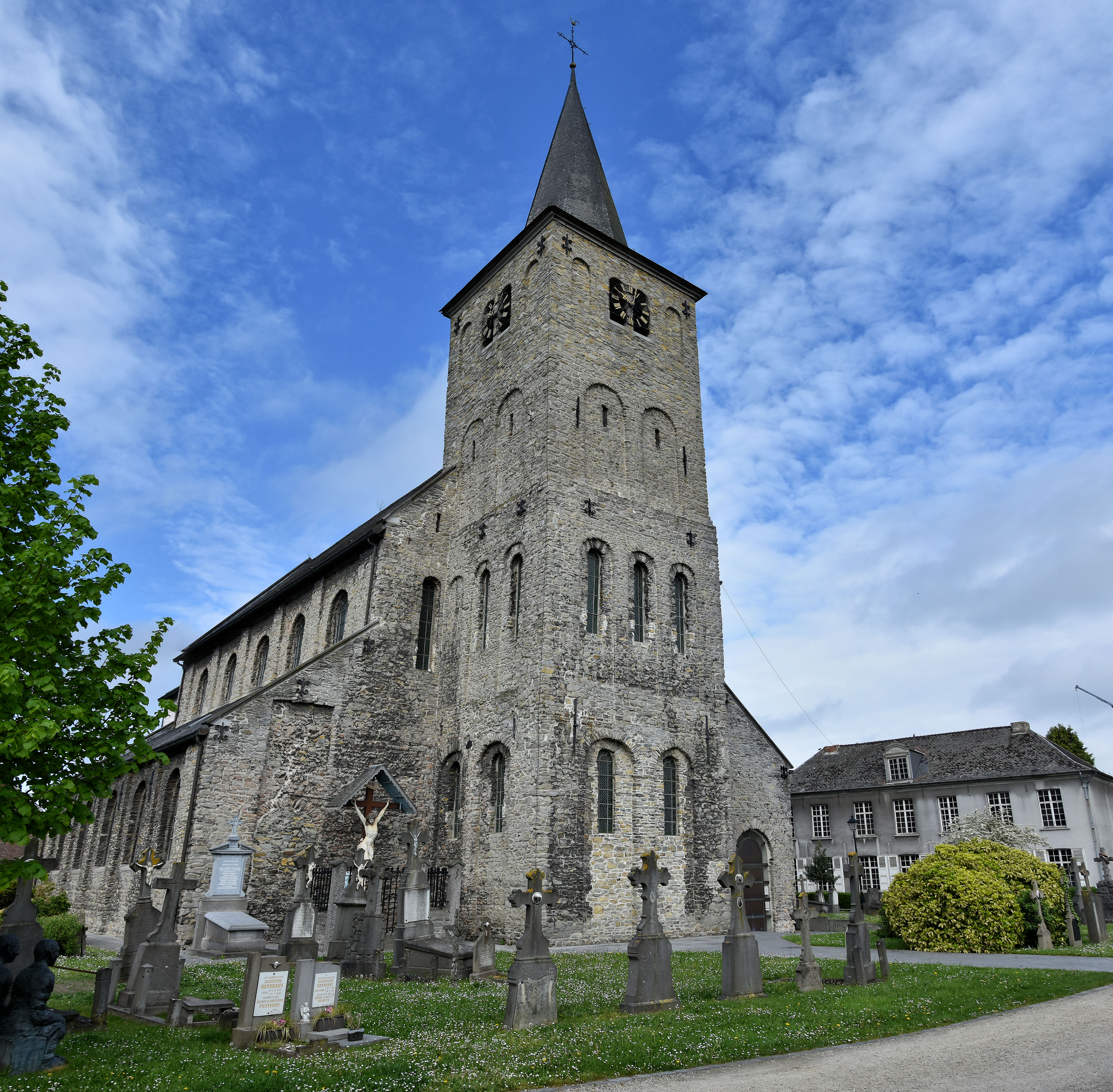
Iglesia de San Lorenzo
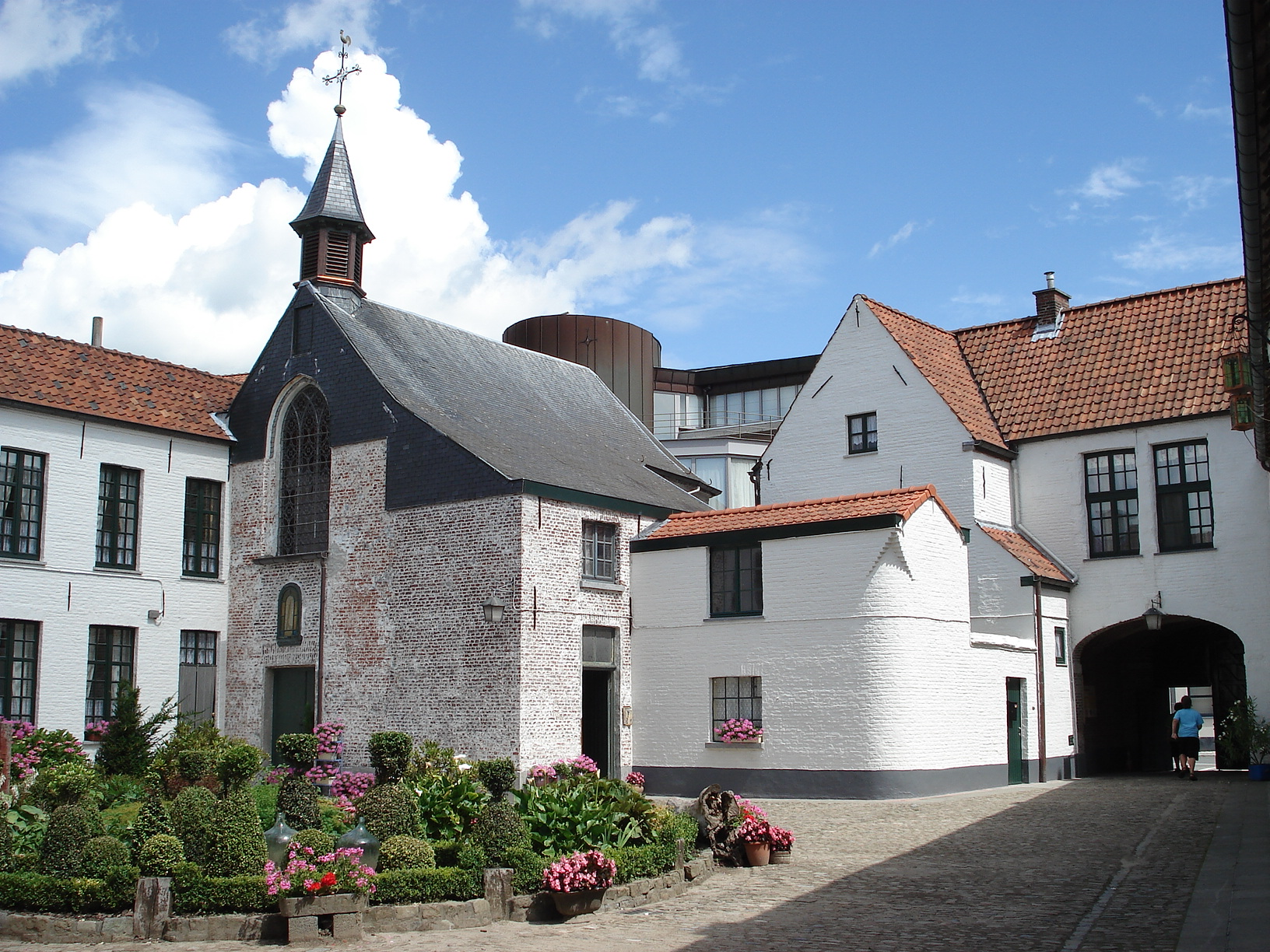
Beguinaje
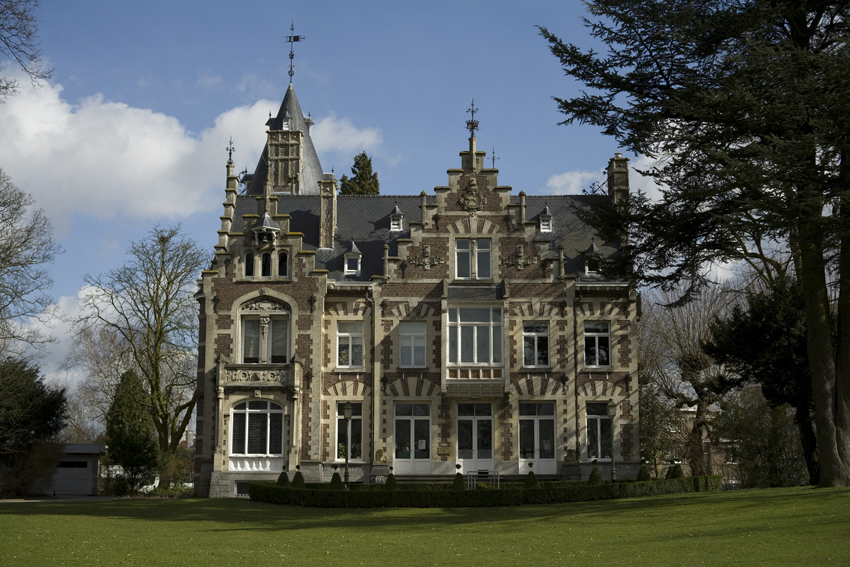
Castillo Liedts

## Política
El sureste de Flandes es una región donde el Open VLD tradicionalmente tiene muchos seguidores. También en Oudenaarde, ese partido tiene ahora al alcalde. Por el momento es Marnic De Meulemeester. Sin embargo, el CVP fue el partido más numeroso durante mucho tiempo. En las elecciones municipales de 1976, el partido aún obtuvo el 41,7 por ciento de los votos. El PVV liberal ganó el 37,4 por ciento en esas elecciones. Como en muchos lugares de Flandes, el voto de los demócratas cristianos disminuyó gradualmente, pero no fue hasta el año 2000, cuando los liberales también lograron un gran avance en otras partes de Flandes, que el VLD se convirtió en el partido más grande en Oudenaarde. En esas elecciones, el VLD alcanzó el 37,4 por ciento, mientras que el CVP luego cayó al 27 por ciento. En las elecciones municipales de 2006, el VLD siguió siendo el partido más numeroso con el 36,5 por ciento de los votos. Aunque los demócratas cristianos en otras partes de Flandes lograron muchos avances en esa elección, el voto de CD&V en Oudenaarde cayó aún más al 25 por ciento. El partido socialista generalmente no obtiene buenos resultados en Oudenaarde. En las elecciones de 1976, el SP solo obtuvo el 16,5 por ciento de los votos. Bajo el nombre de Samen, el voto de los socialistas subió al 24,5 por ciento en las elecciones de 2000, pero en 2006 el partido cayó al 20 por ciento. El partido Vlaams Blok todavía obtuvo el 5,7 por ciento de los votos en 2000, mientras que su sucesor, Vlaams Belang, subió al 8,8 por ciento en 2006. El número de votos para los Verdes flamencos aumentó del 5,4 por ciento en 2000 al 7,6 por ciento en 2006.

## Habitantes famosos
- Arnulfo de Soissons, obispo de Soissons (1040-1087)
- Margarita de Parma, hija de Carlos I de España (1522-1586)
- Adriaen Brouwer, pintor flamenco (1605-1638)
- Gentil Theodoor Antheunis, escritor belga (1840-1907)
- Robert Herberigs, compositor belga (1886-1974)
- André Dierickx, ciclista belga (1946)
- Frank de Bleeckere, árbitro de fútbol (1966)
- Stijn Vandenbergh, ciclista (1984)

## Dialectos regionales
Oudenaards es un dialecto de Flandes Oriental. En las cercanías de Oudenaarde hay una isoglosa entre los dialectos flamencos "puros" del este y los dialectos de transición entre el este y el oeste. No hace falta decir que Oudenaards está más cerca de West Flemish que Gante, por ejemplo. Como en la mayoría de los dialectos de Flandes Oriental, la influencia del francés es particularmente grande.
Típicos de Oudenaards son los diminutivos en -ie, como en bientjie (legtje), kiekie (pollo) o petie (pequeño). Los hablantes del dialecto también usan la terminación -ie como aumentativa o 'palabra de aumento' (como los brabanders usan 'de Jan' y los flamencos occidentales usan 'Berten'): Dierkie, Geertie, Wiemie, Jotie. Por ejemplo, el primer nombre en el nombre artístico del poeta de Oudenaarde Jotie T'Hooft es esencialmente una "ampliación". El autor de Brakel, Isidoor Teirlinck (1851-1934), registró gran parte del vocabulario del dialecto oudenaardiano en su Zuid-Oostvlaandersch Idioticon (1908-1924).

## Ciudades hermanadas
- Arrás, Francia
- Bergen op Zoom, Países Bajos
- Buzău, Rumanía
- Castel Madama, Italia
- Coburgo, Alemania
- Hastings, Reino Unido